# Titanatemnus equester
Espèce
Synonymes
- Chelifer equester With, 1905

Titanatemnus equester est une espèce de pseudoscorpions de la famille des Atemnidae.

## Distribution
Cette espèce se rencontre au Kenya et en Tanzanie.

## Publication originale
- With, 1905 : On Chelonethi, chiefly from the Australian region, in the collection of the British Museum, with observations on the "coxal sac" and on some cases of abnormal segmentation. Annals and Magazine of Natural History, sér. 7, vol. 15, p. 94-143.